# Jatropha curcas
Jatropha curcas, conocida como piñón de tempate o jatrofa, es una euforbiácea que tiene propiedades medicinales.

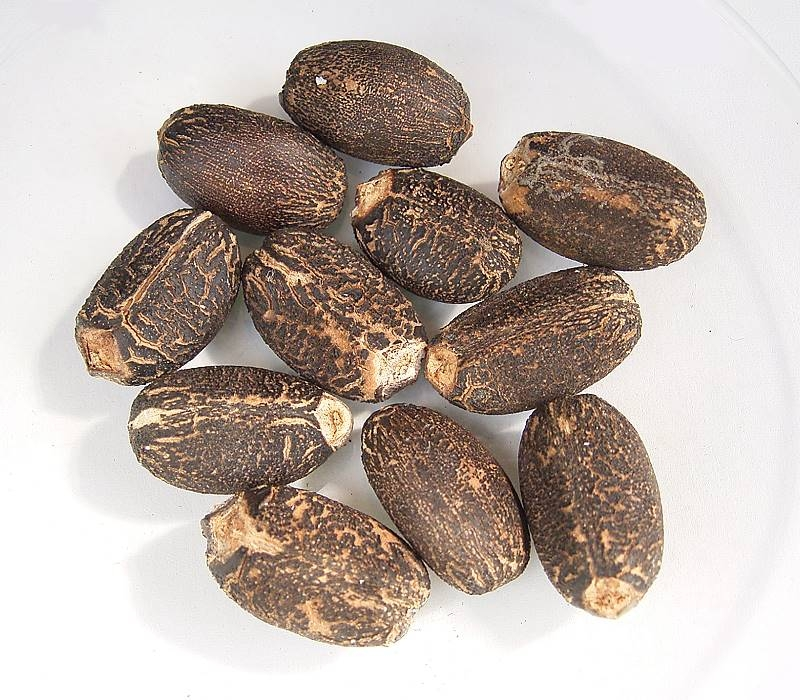
Semillas de Jatropha curcas.

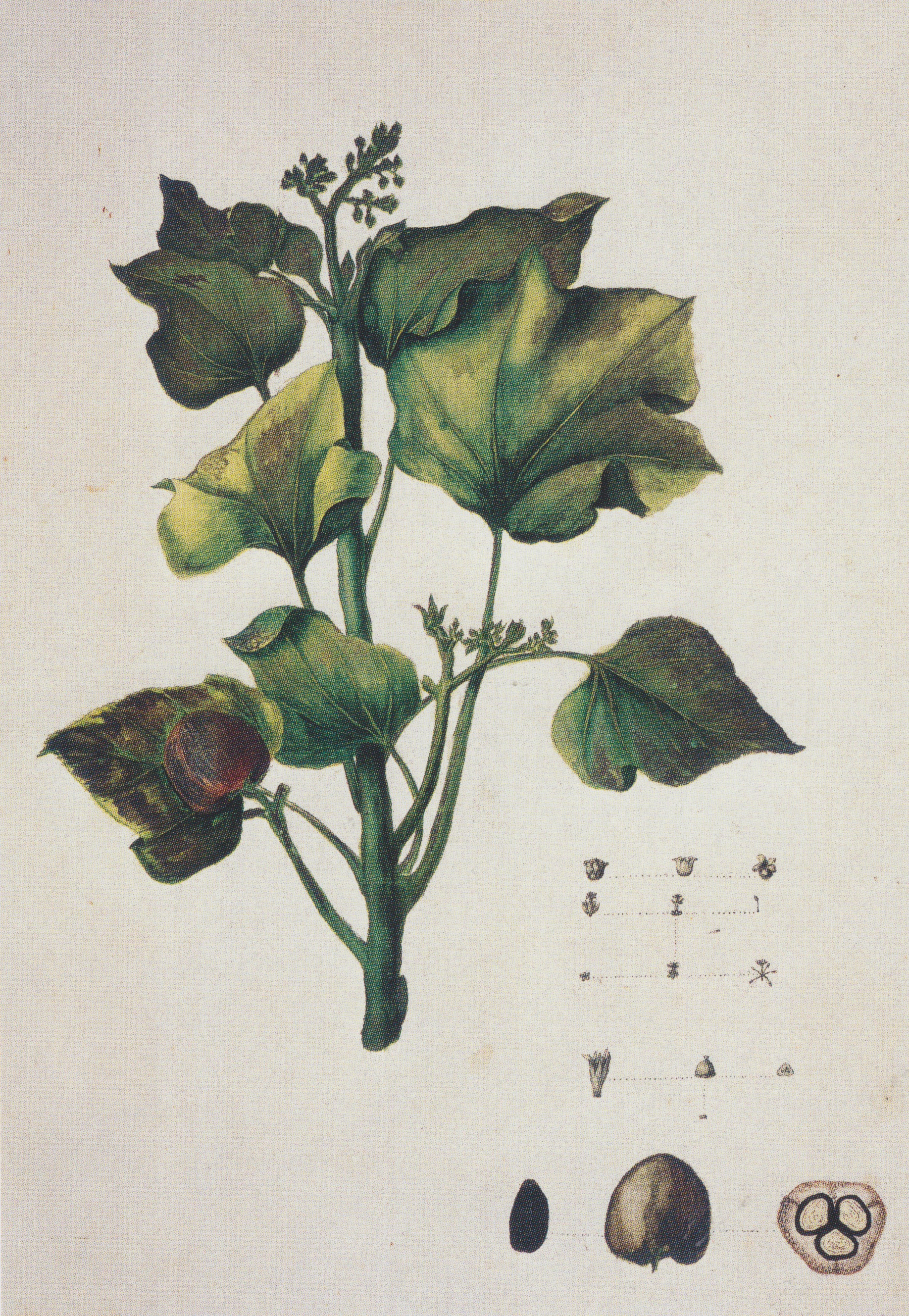
Ilustración

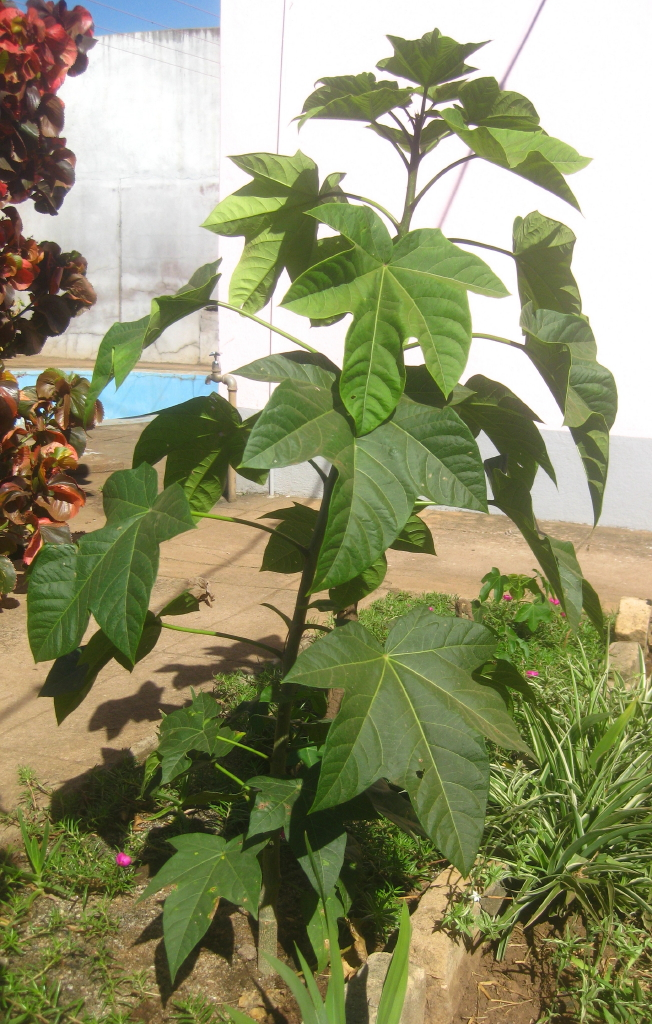
Vista de la planta

## Descripción
Son arbustos o árboles, que alcanzan un tamaño de 1–5 m de alto; plantas monoicas. Hojas ovadas, a veces levemente 3–7-lobadas, 10–25 cm de largo y 9–15 cm de ancho, lobos agudos, base ampliamente cordada, glabrescentes en el envés; pecíolos 8–15 cm de largo, glabros, estípulas obsoletas. Dicasio terminal, 10–25 cm de largo; sépalos enteros; pétalos cohesionados, 5–6 mm de largo, hirsutos por dentro, verdosos o blanco-amarillentos; estambres 10, anteras 1–1.6 mm de largo; ovario glabro. Fruto ovoide a ligeramente 3-lobado, ca 3 cm de largo y 2 cm de ancho, carnoso, pero finalmente dehiscente; semillas 15–22 mm de largo.

## Distribución y hábitat

### Distribución
El centro de origen de esta especie se encuentra en Mesoamérica, que incluye desde el norte de México hasta el norte de Centroamérica. A pesar de ser una planta originaria de América, su auge se dio en el continente Africano. Se la cultiva en América Central, Sudamérica, Sureste de Asia, India y África.
Nativa de América Central, fue difundida por Asia y África por comerciantes portugueses, como planta para cercar y hoy en día se ha expandido por el mundo entero debido a su gran facilidad para adaptarse a situaciones adversas, tierras degradadas, clima seco, tierras marginales.
Resiste en un alto grado la sequía y prospera con apenas 250 a 600 mm de lluvia al año. El uso de pesticidas no es importante, gracias a las características pesticidas y fungicidas de la misma planta. La planta puede vivir hasta 40 años.
India, donde su cultivo había estado en manos de pequeñas productoras, se prepara para sembrar hasta 40 millones de hectáreas con Jatropha. British Petroleum tiene un proyecto experimental para producir biodiésel a partir de una plantación de 100 mil ha en Indonesia. DaimlerChrysler experimenta con tres automóviles Mercedes movidos exclusivamente con diésel de Jatropha.

### Hábitat
La Jatropha Curcas crece en casi cualquier tipo de terreno incluso terrenos arenosos o pedregosos; las hojas que caen de la jatropha enriquecen el suelo haciéndolo todavía más fértil. Climáticamente hablando, la jatropha se encuentra mayormente en los trópicos y subtropicos aunque también puede resistir a las bajas temperaturas. Requiere muy poca agua y resiste periodos largos de sequía deshojándose para reducir la transpiración.

## Taxonomía
Jatropha curcas fue descrita por Carlos Linneo y publicado en Species Plantarum 2: 1006. 1753.
Sinonimia
- Castiglionia lobata Ruiz & Pav.
- Curcas adansonii Endl.
- Curcas curcas (L.) Britton & Millsp.
- Curcas drástica Mart.
- Curcas indica A.Rich.
- Curcas lobata Splitg. ex Lanj.
- Curcas purgans Medik.
- Jatropha acerifolia Salisb.
- Jatropha afrocurcas Pax
- Jatropha condor Wall.
- Jatropha curcas var. rufa McVaugh
- Jatropha edulis Cerv.
- Jatropha yucatanensis Briq.
- Manihot curcas (L.) Crantz
- Ricinoides americana Garsault
- Ricinus americanus Mill.
- Ricinus jarak Thunb.[4]

## Importancia económica y cultural
Se conoce con más de 200 nombres en todo el mundo ,  uno de ellos es celso bonilla o excelso y otro muy conocido es diana trapeador, crece de manera silvestre y también sembrada como  cerca viva. 
En la actualidad se cultiva para la extracción de su aceite y producción de biocombustible usado en motores diésel. La historia indica que, el piñón ha sido sembrado como cerca viva desde hace varios siglos. 
Las semillas contienen un aceite no comestible, que se puede utilizar directamente para aprovisionar de combustible a lámparas y motores de combustión o se puede transformar en biodiésel, mediante un proceso de transesterificación. Además se usa para fabricar jabones. Un colorante también se puede derivar de la semilla.
Grupos de microcrédito y de autoayuda de mujeres indias han impulsado por años su cultivo y han publicitado sus aplicaciones medicinales, como la aplicación del aceite en el tratamiento de tumores, o de la savia e infusiones de las hojas como antipiréticos.
Es importante mencionar que ingerir el fruto y/o la semilla de esta planta puede ocasionar cuadros severos de vómito y diarrea, por lo cual se considera que su ingestión es tóxica.

### Etnobotánica
Se considera un cicatrizante y desinfectante de heridas.
Modo de uso:
Arrancando una hoja de la planta de piñón (Jatropha curcas), el líquido que vierte la planta al desprender la hoja se coloca en la herida y al cabo de unos minutos se notan los efectos  de la sustancia, causa un ligero dolor aunque comparado con el alcohol es menor. Procurar que no caiga en la ropa, ya que  la mancha es muy difícil de quitar.
Como purgante:
Se mastican unas 3 semillas de piñón con un medio litro de agua, esto es suficiente, ya que el exceso de semillas puede causar deshidratación y como consecuencia perdida de conocimiento. Después de  ingerir se espera el efecto y no se debe volver a tomar dentro de siete días por precaucion.

### Extracción de aceite
Las semillas se calientan para liberar los aceites, ya sea exponiéndolas directamente al calor de la luz solar sobre lienzos de plástico negro durante varias horas(esto es un método tradicional), o tostándolas durante diez minutos aproximadamente. Las semillas deben ser calentadas, no quemadas. El calentamiento rompe las células de las semillas que contienen el aceite, permitiendo que fluya fácilmente. En algunos países se realiza la extracción del aceite por prensado.

### Propagación por estacas
Jatropha curcas puede propagarse por estacas. Es una especie en que se registra una mejora en la calidad del enraizamiento de las estacas con adición de ácido indolbutírico en el medio (se observa mayor longitud de las raíces, mayor número de raíces, mayor porcentaje de estacas enraizadas, y mayor peso seco de las raíces), aunque no siempre el efecto sobre el enraizamiento resulta estadísticamente significativo.

## Nombres comunes
- árbol de los piñones de Indias, avellanas purgantes de México, piñón botija de Cuba, piñón purgante de Cuba, piñón del Paraguay, piñones purgantes de México, piñoncillo de México.[8]